# Utetes mudigerensis
Utetes mudigerensis är en stekelart som först beskrevs av Fischer 1980.  Utetes mudigerensis ingår i släktet Utetes och familjen bracksteklar. Inga underarter finns listade i Catalogue of Life.